# Girobicupolă triunghiulară alungită
În geometrie girobicupola triunghiulară alungită este un poliedru convex construit prin alungirea unei girobicupole triunghiulare sau cuboctaedru, prin inserarea unei prisme hexagonale între cele două jumătăți, care sunt cupole triunghiulare (J3). Este poliedrul Johnson J36. Rotirea uneia dintre cupole cu 60° înainte de alungire produce ortobicupola triunghiulară (J27), iar după alungire produce ortobicupola triunghiulară alungită (J35). Având 20 de fețe, este un tip de icosaedru. Deoarece această denumire se referă de obicei la icosaedrul regulat, rareori este folosită fără precizări suplimentare.

## Mărimi asociate
Următoarele formule pentru arie, A și volum, V sunt stabilite pentru lungimea laturilor tuturor poligoanelor (care sunt regulate) a:
{\displaystyle A=2(6+{\sqrt {3}})\,a^{2}\approx 15,464102~a^{2},}
{\displaystyle V=\left({\frac {5{\sqrt {2}}}{3}}+{\frac {3{\sqrt {3}}}{2}}\right)a^{3}\approx 4,955099~a^{3}.}

## Poliedre și faguri înrudiți
Girobicupola triunghiulară alungită formează faguri cu tetraedre și piramide pătrate.